# Хорват, Иосиф Иванович
Иосиф (Осип) Иванович Хорват (ок. 1750 — зима 1814/1815) — русский генерал-поручик сербского происхождения, зять и протеже князя Платона Зубова. Правитель Воронежского наместничества, правитель Екатеринославского наместничества.

## Биография
Из сербского рода Хорват. Сын И. С. Хорвата, руководителя заселения Новой Сербии. Ещё в младенческом возрасте зачислен в 1754 году в сербский корпус в офицерском звании. До опалы родителя, последовавшей в 1764 году, успел продвинуться по службе.
После женитьбы на сестре фаворита императрицы Платона Зубова его карьера снова пошла вверх. Он был произведён в полковники Болгарского полка, потом в генерал-майоры и генерал-лейтенанты.
В мае 1792 назначен правителем Воронежского наместничества. С июля 1794 — правитель Екатеринославского наместничества. Награждён орденами Св. Александра Невского и Св. Анны.
После прихода к власти Павла I и падения Зубовых Хорват в декабре 1796 года был обвинён в злоупотреблениях, отрешён от должности, вызван в Петербург и отдан под суд Сената. В частности, ему приписывали хлебные махинации. Следствие тянулось долго и не известно, чем закончилось. Но на государственной службе Хорват уже больше не состоял.
С 1800 года жил в своем поместье Спасское-Головчино в Хотмыжском уезде Курской губернии, где сохранился построенный им удивительный памятник архитектуры — круглое здание неизвестного предназначения.

## Семья
От неизвестной первой жены имел сына Ивана (25.12.1752—04.04.1780), похороненного в Донском монастыре. 
Вторая жена — графиня Анна Александровна Зубова, дочь графа А. Н. Зубова. Дети — дочь Екатерина (1777—1802; жена князя П. И. Тюфякина) и сын Николай (11.06.1787—17.09.1789; как внук графа А.Н.Зубова похоронен с ним рядом в Донском монастыре).
Третья жена  — вдова дворецкого Ивана Дегай. От Хорвата имела сыновей Владимира и Игнатия. Овдовев, получила все наследство. Её сын от первого брака сенатор Павел Дегай (1792—1859).
И. О. Хорват (видимо Игнатий?) завёл в Головчине крепостной театр с хором певчих и оркестром, которым сам же и дирижировал. На слова Г. Н. Сементковского сочинил оперу «Марфа Новгородская».